# Fava de Manosque

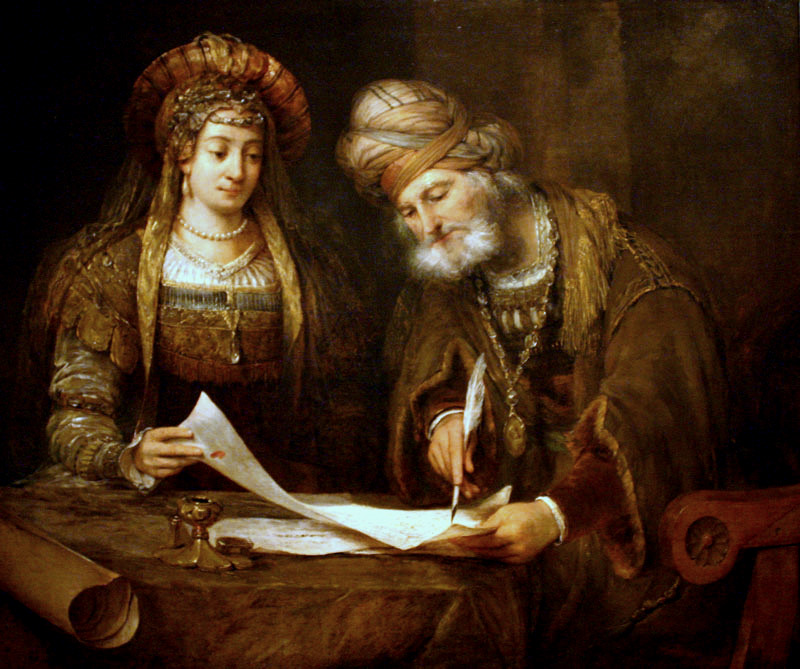
En siglos pasados, muchas mujeres dependían a su lado de una figura masculina en la sociedad.

Fava de Manosque (también llamada Hava o Hana de Manosque) fue una doctora y cirujana judía que ejerció la medicina a principios del siglo XIV en Provenza (Francia).
Al igual que muchos médicos judíos de la Edad Media, Fava aparentemente recibió su formación de su familia, en la que su padre, el patriarca judío Astrugus, su marido, su hijo (Bonafos) y sus dos nietos también eran cirujanos. En aquel entonces, los estudios de Medicina estaban limitados: «Dado que no se les permitía ir a las escuelas de medicina, los doctores judíos, tanto varones como mujeres, accedieron al conocimiento siendo aprendices de otros doctores». Atendían las enfermedades de pacientes cristianos y judíos.
A fines de 1321 o a principios de 1322, Fava fue demandada por tratar inapropiadamente a un hombre cristiano con heridas en los testículos, que eran «los órganos más íntimos del cuerpo». En la corte, cuando le preguntaron si había palpado la herida, ella lo negó y relató que le había indicado el procedimiento a su hijo, Bonafos, quien sí tuvo contacto físico con el paciente. Fava examinó la herida y determinó los remedios que utilizar.